# Risky Business
Risky Business is een film uit 1983 onder regie van Paul Brickman. De film staat bekend om een scène waarin Tom Cruise glijdend het beeld in komt in zijn ondergoed en een liedje playbackt. De scène is in vele andere films en televisieseries nagedaan. De film zorgde voor de doorbraak van Cruise, die voor zijn rol werd genomineerd voor een Golden Globe.

## Verhaal
Joel Goodsen heeft nooit in zijn leven iets gewaagds gedaan. Hij haalt goede cijfers en staat op het punt door Princeton geaccepteerd te worden. Als zijn ouders de stad uit gaan, vertrouwen ze dan hun zoon ook volledig. Hij belooft niet aan de stereo of zijn vader's Porsche te komen, en voorzichtig te zijn met zijn moeder's kristallen ei.
Miles plaagt Joel dat hij zo'n braverik is, en belt namens hem Jackie, een prostituee. Deze is een travestiet en Joel betaalt haar het grootste deel van zijn geld om van haar af te komen. Jackie geeft hem hierop het nummer van Lana, en die blijkt inderdaad meer Joels type. Ze hebben een hete nacht maar de volgende dag moet hij $ 300 betalen en dat heeft hij niet, want hij heeft het grootste deel van zijn geld al aan Jackie gegeven. Hij gaat dan maar naar de bank maar bij terugkomst blijkt Lana te zijn verdwenen met meeneming van het kristallen ei van zijn moeder. Hij probeert het terug te eisen maar Lara's pooier Guido bedreigt hem, en hij weet ternauwernood weg te komen.
Lana komt terug en zegt dat het ei bij Guido is, samen met de rest van haar spullen. Ze heeft ruzie met Guido gekregen en kan nergens meer naartoe, dus laat Joel haar met tegenzin tijdelijk in huis blijven. Ze stelt voor dat zij met haar vriendinnen, die het allemaal met hun pooiers gehad hebben, samen met Joel en zijn vrienden een project opzetten om geld te verdienen. Joel weigert, hij wil het liefst dat alles weer wordt zoals het was. Lana, diens vriendin Vicki, Joel en die vriend Barry roken hashish en maken daarna een trip met de Porsche van Joels vader. Ze laten per ongeluk de Porsche zonder handrem op een helling staan en de auto rolt het Michiganmeer in. De volgende dag moet Joel eerst de auto uit het meer laten takelen en naar de garage brengen.
Joel wordt nu geconfronteerd met een enorme garagerekening en is bovendien door dit alles te laat op school waardoor hij twee tentamens mist. Wanneer hij een en ander wil uitleggen en met niet wil luisteren schiet hij uit zijn slof, waardoor hij op de koop toe 5 dagen geschorst wordt en uit Future Enterprises (een extracurriculaire activiteit) wordt gezet.
Lana stelt voor om in Joels ouderlijk huis een groots feest annex bordeel te organiseren. De winst zal gedeeld worden en met zijn winstdeel kan Joel de garagerekening betalen. Joel gaat akkoord en het feest wordt een groot succes: Joels klasgenoten amuseren zich kostelijk (en seksueel) met de prostituees en het geld stroomt binnen.
De recruiter van Princeton kiest echter uitgerekend deze avond om Joel te bezoeken voor een gesprek. Dit gesprek verloopt slecht: hij is niet erg onder de indruk en ze worden telkens gestoord. Joel weet zeker dat hij zal worden afgewezen en roept na afloop: 'Dat wordt de Universiteit van Illinois!' De recruiter blijft na afloop en gaat, zonder dat Joel het weet, vrolijk meefeesten. Joel is inmiddels met Lana vertrokken, want ze wil per se seks in een treinstel hebben. Na uitgebreide seks in de metro van Chicago keert Joel doodmoe terug naar huis en gaat naar bed.
De volgende dag, de dag dat Joels ouders terug zullen keren, blijkt zijn huis leeg: Guido, uit op wraak wegens het weglopen van Lana, heeft met zijn maten alle spullen geroofd. Hij zoekt Guido op en die suggereert dat hij, nu hij toch genoeg geld heeft, de inventaris kan terugkopen. Joel doet dit, en hij en zijn vrienden werken als paarden om de hele zaak weer terug te zetten.
Joels moeder ontdekt dat er toch een barst in het kristallen ei zit, waarschijnlijk ten gevolge van de ruwe behandeling door Guido en diens maten. Joel neemt verantwoordelijkheid, maar al snel slaat de sfeer om wanneer zijn vader hem trots een acceptatiebrief van Princeton toont: Princeton kan mensen als Joel goed gebruiken.
Nadien blijven Joel en Lana elkaar ontmoeten en speculeren over de toekomst.

## Rolverdeling
| Acteur            | Personage    | Opmerkingen |
| ----------------- | ------------ | ----------- |
| Tom Cruise        | Joel Goodsen |             |
| Rebecca De Mornay | Lana         |             |
| Joe Pantoliano    | Guido        |             |
| Curtis Armstrong  | Miles        |             |
| Richard Masur     | Rutherford   |             |
| Bronson Pinchot   | Barry        | Filmdebuut  |

## Muziek
De filmmuziek is gecomponeerd door Tangerine Dream. Er is ook muziek te horen van Muddy Waters, Prince, Jeff Beck, Journey, Phil Collins, Bob Seger, Bruce Springsteen, The Police en Talking Heads.

## Ontvangst
Risky Business werd zeer positief ontvangen in recensies en wordt gezien als een van de beste films uit 1983.